# 2554 Skiff
2554 Skiff è un asteroide della fascia principale. Scoperto nel 1980, presenta un'orbita caratterizzata da un semiasse maggiore pari a 2,2628930 au e da un'eccentricità di 0,1456225, inclinata di 4,85875° rispetto all'eclittica.
L'asteroide è dedicato all'astronomo statunitense Brain A. Skiff.